# Marina Makropoulou
Marina Makropoulou (griechisch Μαρίνα Μακροπούλου geborene Pogorevici; * 3. Dezember 1960 in Ploiești) ist eine griechische Schachspielerin rumänischer Herkunft.

## Leben

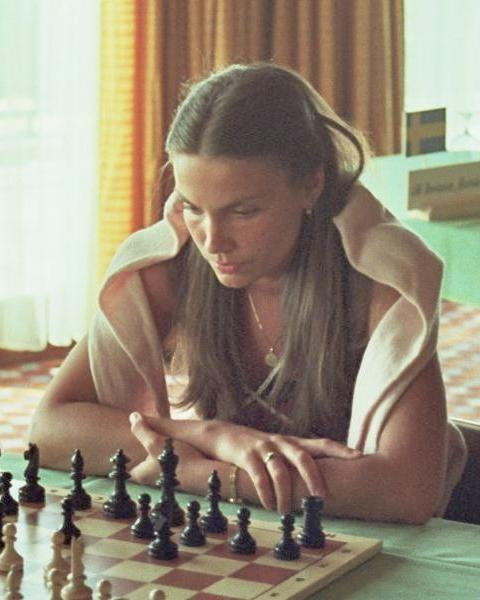
Marina Makropoulou 1982 Interzonenturnier in Bad Kissingen

Ihre Mutter ist die rumänische Frauen-Großmeisterin Maria Albuleț. 2008 fand ein Turnier zu Ehren ihrer Mutter statt. Ihren ersten internationalen Auftritt hatte Marina 1979 bei der zweiten Jugendeuropameisterschaft, dem 3. Europacup für Mädchen in Kula 1979. Das Mädchenturnier in Kula gewann Nana Iosseliani vor Kovacs, Wiese und Barbara Hund. Anfang der 1980er Jahre war sie eine der besten rumänischen Schachspielerinnen. Sie gewann bei den Rumänischen Damenmeisterschaften einmal die Goldmedaille (1984) und zweimal die Bronzemedaille (1980 und 1983).
Aufgrund ihrer internationalen Erfolge erhielt sie 1982 als erste Rumänin von der FIDE den Titel Großmeister der Frauen (WGM).
Sie heiratete 1986 einen Griechen und ließ sich in Griechenland nieder. Seit 1987 tritt sie für den griechischen Verband an, nachdem sie von dem rumänischen keine Spielgenehmigung mehr erhalten hatte. Achtmal gewann sie die Griechischen Meisterschaften der Frauen (1990, 1994, 1996, 1998, 1999, 2004, 2007 und 2011).

## Kandidatenturniere
Im Jahre 1981 gewann sie das Zonenturnier der Frauen in Bydgoszcz und qualifizierte sich so für das Interzonenturnier Bad Kissingen 1982. In Bad Kissingen errang sie Platz 7, das Turnier gewann Nona Gaprindaschwili.
Im Jahre 1990 im Interzonenturnier der Frauen in Kuala Lumpur, das wiederum Nona Gaprindaschwili gewann, erreichte sie einen geteilten dreizehnten Platz.

## Nationalmannschaft
Im Jahre 1982 in Luzern spielte sie die Schacholympiade für die rumänische Frauenmannschaft. Hierbei gewann die Mannschaft die Silbermedaille und sie die Bronzemedaille am zweiten Brett.
Von 1988 bis 2014 trat sie bei allen vierzehn Schacholympiaden der Frauen für Griechenland an. Es waren die Olympiaden: 1988 in Thessaloniki, 1990 in Novi Sad, 1992 in Manila, 1994 in Moskau, 1996 in Jerewan, 1998 in Elista, 2000 in Istanbul, 2002 in Bled, 2004 in Calvià, 2006 in Turin, 2008 in Dresden, 2010 in Chanty-Mansijsk, 2012 in Istanbul und 2014 in Tromsø. Außerdem nahm Makropoulou an der Mannschaftsweltmeisterschaft der Frauen 2011 in Mardin und den Mannschaftseuropameisterschaften der Frauen 1992, 1997, 1999, 2001, 2003, 2005, 2007, 2009, 2011 und 2013 teil. Die Balkaniade der Frauen gewann sie 1978 mit Rumänien und 1992 mit Griechenland.

## Weitere Turniere
Sie spielte viele Turnier in Griechenland und im Ausland. Es waren unter anderen folgende Einzel- und Mannschaftswettbewerbe: In Athen gewann sie viermal das Frauenturnier Akropolis (1982, 1987, 1988 und 1991). An der Europameisterschaft der Frauen nahm sie 1997, 2003, 2005, 2006, 2007, 2008 und 2009 teil. 2008 gewann sie die Bronzemedaille im sechsten Mediterranean Cup.